# Ontherus politus
Ontherus politus là một loài bọ cánh cứng trong họ Bọ hung (Scarabaeidae).